# ДИНА
ДИНА (шп. Dirección de Inteligencia Nacional - Управа националне обавештајне службе) била је чилеанска тајна полиција у периоду од 1973 - 1977. године.

## Историјат
ДИНА је основана одмах после војног пуча, новембра 1973. године као део чилеанске армије. Начелник тајне полиције је био Мануел Контрерас (1995. осуђен на 7 година затвора) а његов заменик је био Раул Итрураига, (избегао правду тако што је побегао из државе 2007. године). Агенција се одваја од армије и постаје самостална у јуну 1974.
ДИНА је постојала под тим називом до 1977. године када мења име у Национални истражни биро (Central Nacional de Informaciones)

## Задаци
Да би уништио социјалстичку прошлост Чилеа, Аугусто Пиноче оснива тајну полицију (Управа националне обавешатајне службе). Тајна полиција се убрзо инфлиртирала у све поре чилеанског друштва, са главним задтаком да похапси све Аљендеове сараднике и противнике новог режима. 
Већ првог дана пуча ухапшено је и стрељано 72 најближих Аљендеових сарадника. Ова организација је такође формирала и логоре у којима је мучила и убијала затворенике на најсуровије начине. У првим месецима Пиночеове власти затвори су били толико пуни да су се у ту сврху користили и многи стадиони, бродови и војни комплекси. Сматра се да је по налозима тајне полиције ухапшено преко 130.000 Чилеанаца и страних држављана од којих су многи мучени и убијени.